# Boston Celtics 2005-2006
La stagione 2005-06 dei Boston Celtics fu la 60ª nella NBA per la franchigia.
I Boston Celtics arrivarono terzi nella Atlantic Division della Eastern Conference con un record di 33-49, non qualificandosi per i play-off.

## Arrivi/partenze

### Draft
| Giro | Scelta | Giocatore    | Ruolo | Nazione     | College/liceo                       |
| ---- | ------ | ------------ | ----- | ----------- | ----------------------------------- |
| 1    | 18     | Gerald Green | AP/G  | Stati Uniti | Gulf Shores Academy                 |
| 2    | 50     | Ryan Gomes   | AG/AP | Stati Uniti | Providence                          |
| 2    | 53     | Orien Greene | P     | Stati Uniti | University of Louisiana a Lafayette |

### Scambi
| 2 agosto, 2005 | Ai Boston Celtics Curtis Borchardt, Qyntel Woods, la 39° scelta del 2004 (Albert Miralles), due future scelte al secondo giro, e conguaglio in denaro | Ai Miami Heat Antoine Walker |

| 30 settembre, 2005 | Ai Boston Celtics Dan Dickau | Ai New Orleans Hornets una scelta al secondo giro nel draft 2006 |

| 26 gennaio, 2006 | Ai Boston Celtics Wally Szczerbiak, Michael Olowokandi, e Dwayne Jones | Ai Minnesota Timberwolves Ricky Davis, Mark Blount, Marcus Banks, Justin Reed e due future scelte al secondo giro |

### Mercato

#### Acquisti
| Giocatore        | Firmato   | Provenienza     |
| Brian Scalabrine | 2 agosto  | New Jersey Nets |
| Antoine Walker   | 2 agosto  | rifirmato       |
| Will Bynum       | 19 agosto | Georgia Tech    |

#### Cessioni
| Giocatore        | Ceduto       | Destinazione            |
| Gary Payton      | 22 settembre | Miami Heat              |
| Qyntel Woods     | 4 ottobre    | New York Knicks         |
| Will Bynum       | 25 ottobre   | Roanoke Dazzle          |
| Curtis Borchardt | 27 ottobre   | Club Baloncesto Granada |

## Roster
| N° | Naz.                   | Ruolo | Sportivo           | Anno | Alt. | Peso |
| -- | ---------------------- | ----- | ------------------ | ---- | ---- | ---- |
| 0  | Stati Uniti (bandiera) | G     | Orien Greene       | 1982 | 193  | 94   |
| 4  | Stati Uniti (bandiera) | A     | Ryan Gomes         | 1982 | 201  | 113  |
| 5  | Stati Uniti (bandiera) | A     | Gerald Green       | 1986 | 203  | 91   |
| 7  | Stati Uniti (bandiera) | A     | Al Jefferson       | 1985 | 208  | 120  |
| 9  | Stati Uniti (bandiera) | A     | Justin Reed        | 1982 | 203  | 109  |
| 11 | Stati Uniti (bandiera) | G     | Marcus Banks       | 1981 | 188  | 91   |
| 12 | Stati Uniti (bandiera) | G     | Ricky Davis        | 1979 | 198  | 88   |
| 13 | Stati Uniti (bandiera) | G     | Delonte West       | 1983 | 193  | 82   |
| 20 | Stati Uniti (bandiera) | G     | Dan Dickau         | 1978 | 183  | 86   |
| 27 | Stati Uniti (bandiera) | AC    | Dwayne Jones       | 1983 | 211  | 113  |
| 30 | Stati Uniti (bandiera) | C     | Mark Blount        | 1975 | 213  | 104  |
| 34 | Stati Uniti (bandiera) | A     | Paul Pierce        | 1977 | 198  | 104  |
| 41 | Nigeria (bandiera)     | C     | Michael Olowokandi | 1975 | 213  | 122  |
| 42 | Stati Uniti (bandiera) | G     | Tony Allen         | 1982 | 193  | 97   |
| 43 | Stati Uniti (bandiera) | C     | Kendrick Perkins   | 1984 | 208  | 127  |
| 44 | Stati Uniti (bandiera) | A     | Brian Scalabrine   | 1978 | 206  | 109  |
| 45 | Stati Uniti (bandiera) | AC    | Raef LaFrentz      | 1976 | 211  | 109  |
| 55 | Stati Uniti (bandiera) | A     | Wally Szczerbiak   | 1977 | 201  | 111  |

## Staff tecnico
- Allenatore: Doc Rivers
- Vice-allenatori: Armond Hill, Dave Wohl, Tony Brown, Jim Brewer, Paul Pressey, Kevin Eastman
- Preparatore atletico: Ed Lacerte

## Premi
- Ryan Gomes: 2° quintetto di esordienti